# Diellia laciniata
Diellia laciniata là một loài dương xỉ trong họ Aspleniaceae. Loài này được Diels mô tả khoa học đầu tiên.